# Laios
Laïos var en mytisk konge af Theben. Søn af Labdakos af den Kadmiske stamme og gift med Iokaste, datter af en fornem thebaner Menøkeos. Da parret længe var barnløse drog Laios til oraklet i Delfi, for at få råd.
Oraklets svar var ikke hvad han havde håbet. Pythia sagde: "Laios, søn af Labdakos! Du ønsker dig børn og du vil blive skænket en søn. Men vid at skæbnen har bestemt at du skal miste dit liv, for hænderne af dit eget barn . Dette er Zeus' bud, Kroniden, der har hørt om Pelops sorg, han hvem du har berøvet en søn."
Laios var i sin ungdom landflygtig og havde taget tilflugt ved den peloponnesiske konges hof og her havde han misbrugt kongens gæstfrihed ved at bortføre dennes smukke søn Chrysippos. Laios der var sig brøden bevidst troede oraklet og drog tilbage til Theben med tungt hjerte. Ikke desto mindre fik Laios og Iokaste en søn og de besluttede at bede en af deres hyrder om at sætte ham ud i ødemarken. Sønnen overlevede dog og blev til den berømte Ødipus der mod sin vilje kom til at opfylde oraklets forudsigelse. Ved en korsvej mødte Ødipus sin far og dennes følge, og uvidende om hans identitet dræbte Ødipus Laios og hele følget.